# ムッシュ・ドルレアン
ムッシュ・ドルレアン（Monsieur d’Orléans）は、オルレアン公爵位を授けられたフランス王族の宮廷儀礼における略式敬称であるが、ここではアンリ4世王と王妃マリー・ド・メディシスの間の第2王子（1607年4月13日 - 1611年11月17日）について述べる。

## 生涯
誕生と同時に王家の次男に授けられるオルレアン公の称号を受けたが、フランス王家の慣習では王子女に洗礼式までは名前を与えないため、「オルレアン殿下」を意味するムッシュ・ドルレアンの呼び名で通された。そして正式な洗礼のないまま4歳で死去することになった。そのため当初は「名前の無い王子（Prince sans nom）」とも呼ばれたが、後世、この王子の名前がニコラ（Nicolas）またはニコラ＝アンリ（Nicolas-Henri）である、とする誤った説が流布し、長くそのように呼ばれてきた。
1610年、父王の暗殺によりルイ13世が王位に就くと、その推定相続人となった。またブルボン家分枝の一つモンパンシエ公爵家の女子相続人マリー・ド・ブルボン＝モンパンシエと婚約したが、結婚には至らなかった。兄王の推定相続人、オルレアン公爵位、モンパンシエ公爵家の婿の地位は、1歳下の弟アンジュー公ガストンに引き継がれた。遺骸は王家の墓所サン＝ドニ大聖堂に葬られた。